# Óengus II
Óengus II, també conegut amb els noms de Óengus mac Fergusa (gaèlic) o Unuist mac Uurguist (picte), va ser rei dels pictes del 820 al 834 i dels escots del 820 al 829 (?).
La Crònica picta li atribueix un regnat de 12 anys sobre els pictes i el Duan Albanach diu que va regnar Dál Riada durant 9 anys.
Óengus II va succeir el seu germà Constantin mac Fergusa com a rei de Fortriu. Apareix en les diverse versions de les llistes reials amb el nom de Unuist mac Uurguist. Com el seu germà Constantí, hauria controlat també Dál Riada com a descendent del llinatge de Fergus mac Echdach. Sota el seu govern, el regne de Fortriu va patir les invasions escandinaves. Óengus és conegut per haver restaurat Saint Andrews com a centre del culte a aquest sant (Sant Andreu).
Una llegenda ben detallada par Joan de Fordun parla d'aquest rei (tot i que potser parla del seu homònim del segle precedent Óengus I). Aquesta llegenda explica que l'estendard amb el saltiri blanc de la creu de sant Andreu hauria baixat del cel sota el seu regnat, al mig dels exèrcits dels escots i dels pictes units durant un combat contra els invasors saxons conduïts per un cabdill anomenat Æthelstan de Kent, fill de Æthelwulf (rei de Wessex: 839 – 858) i identificat com a fill d'Athelwolf o, fins i tot d'Æthelstan d'Est-Ànglia.
Després de la seva mort van entrar en conflicte molts pretendents pictes i escots pel control del regne. Óengus II va tenir molts fills, dels quals Eòganán, futur rei dels pictes i dels escots, i Bran van morir en combat contra els pagans vikings el 839, segons explica la Crònica d'Irlanda. També són coneguts els seus fills Finnguine i Nechtan, evocats a la llegenda de Sant Andreu.